# Filosofia egípcia antiga

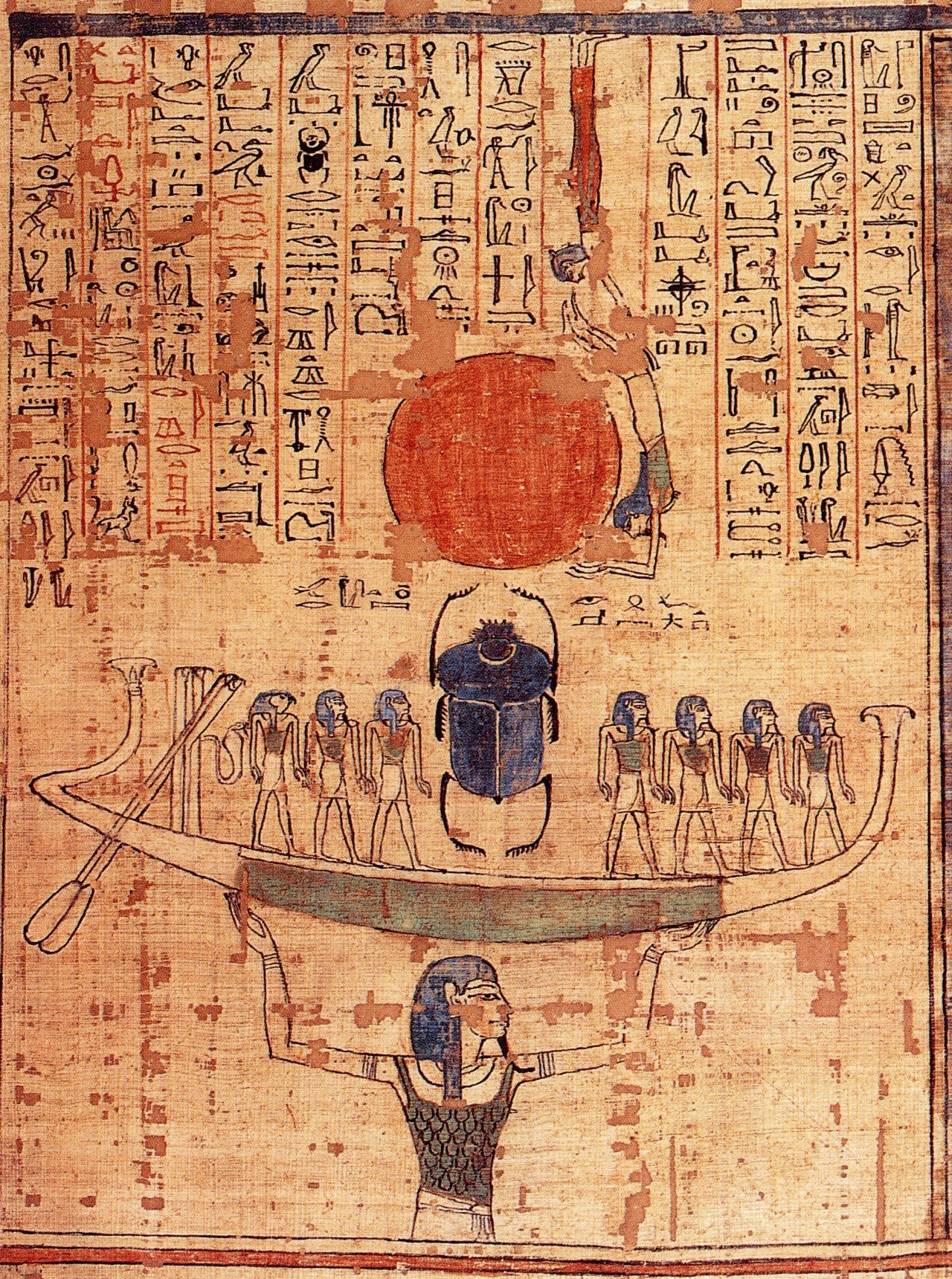
Nun, deus das águas do caos, ergue a barca do deus sol Ra (representado tanto pelo escaravelho quanto pelo disco solar) para o céu no início dos tempos.

Hoje, há algum debate sobre a filosofia do Egito Antigo e seu verdadeiro escopo e natureza. Vários dos filósofos gregos antigos consideravam o Egito um lugar de sabedoria e filosofia. Isócrates (n. 436 a.C.) declara em Busíris que "todos os homens concordam que os egípcios são os mais saudáveis e têm a vida mais longa entre os homens; e então para a alma eles introduziram o treinamento de filosofia..." Ele declara que escritores gregos viajavam para o Egito buscar conhecimento. Um deles foi Pitágoras de Samos, que "foi o primeiro a trazer aos gregos toda a filosofia", segundo Isócrates. Ele e outras fontes defendem a ascendência da sabedoria egípcia, filósofos como Platão teriam estudado no Egito e conceitos como o Um e emanacionismo podem ser traçados à sua teologia, o que foi proposto por alguns estudiosos como Mubabinge Bilolo e Algis Uždavinys.
Platão afirma em Fedro que o Tote egípcio "inventou números e aritmética ... e, o mais importante de tudo, letras". No Timeu de Platão, Sócrates cita os sábios egípcios antigos quando o legislador Sólon viaja ao Egito para aprender: "Ó Solon, Sólon, vós gregos sois sempre crianças"; “Sois jovens em alma, cada um de vós. Pois aí [na Grécia] não possuís uma única crença antiga e derivada da antiga tradição, nem uma ciência que seja tão antiga com a era". Aristóteles atesta que o Egito é a terra original da sabedoria, como quando afirma em Política que "os egípcios são considerados a mais antiga das nações, mas sempre tiveram leis e um sistema político".
Uma das figuras egípcias que costuma ser considerada um filósofo primitivo foi Ptaotepe. Ele serviu como vizir do faraó no final do século XXV, início do século XXIV a.C. Ptaotepe é conhecido por seu trabalho abrangente sobre comportamento ético e filosofia moral, chamado As Máximas de Ptaotepe. O trabalho, que se acredita ter sido compilado por seu neto Ptaotepe Tjefi, é uma série de 37 cartas ou máximas endereçadas a seu filho Aquetetepe, falando sobre tópicos como comportamento diário e práticas éticas.
No aspecto de conduta moral e sentido cósmico, é característico do pensamento egípcio o conceito de Maat, que engloba significados de retidão, verdade e ordem (semelhante ao de me da Antiga Mesopotâmia, cosmo da Grécia Antiga de rta védico). Mubabinge Bilolo é um egiptologista e filósofo africano contemporâneo que defende a adoção de maat no pensamento moderno.
Uma redação para a American Philosophical Association descreve o texto de 3200 anos "A Imortalidade dos Escritores", ou "Seja um escritor" (c. 1 200 a.C.), como um "exemplo notável da filosofia egípcia clássica". O texto, que Dag Herbjørnsrud atribui ao escritor Irsexe, afirma:
"O homem perece; seu corpo se transforma em pó; todos os seus parentes retornam à terra. Mas os escritos fazem com que ele seja lembrado na boca do leitor. Um livro é mais eficaz do que uma casa bem construída ou uma capela-tumba, melhor do que uma vila estabelecida ou uma estela no templo! [...] Deram a si próprios um livro como seu sacerdote-leitor, e um quadro para escrever como seu filho obediente. Os ensinamentos são seus mausoléus, a caneta de junco seu filho, a pedra de polir sua esposa. Grandes e pequenos são-lhes dados como seus filhos, pois o escritor é chefe."
Herbjørnsrud escreve: "Em 2018, estão em andamento projetos para traduzir pela primeira vez vários textos egípcios antigos. No entanto, já temos uma grande variedade de gêneros para escolher, a fim de estudar os manuscritos de uma perspectiva filosófica: As muitas máximas em "O Ensinamento de Ptaotepe", o manuscrito mais antigo preservado desse vizir da quinta dinastia, são do século XIX a.C., no qual ele também argumenta que você deve "seguir seu coração"; "Instrução de Ani", escrito por um humilde escriba da classe média no século XIII a.C., que dá conselhos ao homem comum; “Sátira dos Ofícios” de Queti, que tenta convencer seu filho Pepi a “amar livros mais do que sua mãe”, pois não há nada “na terra” como ser um escriba; a obra-prima “A Disputa entre um Homem e seu Ba” do século XIX a.C. - na qual um homem lamenta “a miséria da vida”, enquanto seu ba (personalidade/alma) responde que a vida é boa, que ele deveria ao invés “ponderar a vida”, pois um enterro é que é miserável - discutido recentemente por Peter Adamson e  Chike Jeffers em sua série de podcasts "Africana Philosophy”. Ou podemos ler Amenaquete (ativo em 1170–1 140 a.C.), o principal intelectual da cidade de escritores Deir Almedina, cujo ensino afirma que “é bom terminar a escola, melhor do que o cheiro de flores de lótus no verão”.
Uma linhagem de filosofia atribuidamente egípcia surgiu também após interação com o helenismo e formou o chamado hermetismo, difundido na antiguidade tardia clássica em um conjunto de obras chamado de Hermética ou Corpus Hermeticum, que foi atribuído ao longo da história ao alegado Hermes Trimegisto, um sincretismo do deus egípcio da sabedoria e escrita Tote. Os textos datam dos primeiros séculos depois de Cristo, apresentando influências estoicas, platônicas e judaicas, e a presença de gregos em Alexandria, Mênfis e o conjunto de textos herméticos encontrados em Nag Hammadi podem atestar uma interação com o pensamento egípcio. Manetão, historiador egípcio, já havia atribuído a existência de livros de sabedoria a Tote, e filósofos posteriores como Plutarco e Jâmblico discorreram sobre a sabedoria de livros egípcios. Alguns egiptólogos e outros acadêmicos, dentre eles Garth Fowden, Florian Ebeling, Christian H. Bull, Jan Assmann e Uždavinys, traçam a origem de conceitos herméticos panenteístas como Hen kai pan (Um e muitos) às fontes primárias egípcias do Período Tardio (até o século VI a.C.), como a sacerdotes da teologia tebana, ou até mesmo antes aos raméssidas e à subsequente teologia de Amarna.